# スンシャン
スンシャン（モンゴル語: Sungšan, 中国語: 松山、生没年不詳）は、クビライの孫の晋王カマラの長男で、モンゴル帝国の皇族。『元史』などの漢文史料では松山（sōngshān）、『集史』などのペルシア語史料では جونگشای（jūngšāī）と記される。

## 概要
第5代皇帝のセチェン・カアン（世祖クビライ）の孫のカマラの長男として生まれた。兄弟には後にカアンとなったイェスン・テムル、デルゲル・ブカらがいる。
至元30年（1293年）、父のカマラの後を継ぎ「梁王」として雲南に出鎮した。元来、雲南方面はクビライの六男のフゲチの家系が治めていたが、至元27年（1293年）にクビライの孫のカマラが「梁王」として派遣されることになった。ところが、北方モンゴリアを統轄していた北安王ノムガンが後継者を残さず亡くなったため、カマラがノムガンの後継者としてモンゴリアに送られることになり、本来カマラが就くはずであった「梁王」の地位は子のスンシャンに譲られることになった。このように急な事情で若くして梁王の地位に就いたスンシャンのため、朝廷はかつてフゲチに仕えて雲南行政に携わっていた張立道をスンシャンの補佐として派遣している。
セチェン・カアンが亡くなりオルジェイトゥ・カアン（成宗テムル）が即位すると、スンシャンは本格的に雲南の統治に携わっていった。元貞2年（1296年）には自らのケシク（親衛隊）を派遣して元江の賊を討伐した。また、大徳5年（1301年）には雲南行省平章幢兀児・参政不蘭奚を派遣して賊酋撒月を討伐させ、斬首は500級にのぼったという。
その後も屡々オルジェイトゥ・カアンによる下賜があったが、クルク・カアン（武宗カイシャン）が即位すると、至大2年（1309年）に病のため梁王の地位を退いた。梁王の地位は一時アウルクチ家のラオディに受け継がれたが、後にスンシャンの子のオンシャンが梁王位を継承した。

## 晋王カマラ家
- セチェン・カアン（世祖クビライ）(Qubilai Qaγan ＞忽必烈/hūbìliè, قوبيلاى/Qūbīlāī)
  - 皇太子チンキム(Činkim ＞真金/zhēnjīn, چيم كيم/Chīm kīm)
    - 晋王カマラ(Kammala ＞甘麻剌/gānmálá, كملا/Kamalā)
      - イェスン・テムル・カアン（泰定帝）(Yesün Temür ＞也孫鉄木児/yěsūntiěmùér, ییسون تیمور/Yīsūn tīmūr)
        - ラキパク・カアン（天順帝）(Razibaγ ＞阿吉里八/ājílǐbā)
        - 晋王パドマギャルポ(Badima irgelbu ＞八的麻亦児間卜/bādemáyìérjiānbo)
        - ソセ太子(Söse ＞小薛/xiǎoxuē)
        - ヨンダン・ジャンボ太子(Yondan zhangbu ＞允丹蔵卜/yǔndānzàngbo)

      - スンシャン(Sungšan ＞松山/sōngshān, جونگشای/jūngšāī)
        - 梁王オンシャン(Ongšan ＞王禅/wángchán)
          - 雲南王テムル・ブカ(Temür buqa ＞帖木児不花/tiěmùérbúhuā)

      - 湘寧王デルゲル・ブカ(Delger buqa ＞迭里哥児不花/diélǐgēér búhuā, دلگربوقا/delger būqā)
        - 湘寧王バラシリ(Balaširi ＞八剌失里/bālàshīlǐ)